# Bukovec, Myjava
Bukovec este o comună slovacă, aflată în districtul Myjava din regiunea Trenčín. Localitatea se află la altitudinea de 360 m deasupra n.m., se întinde pe o suprafață de 15,47 km2 și în 2017 număra 440 de locuitori.

## Istoric
Localitatea Bukovec este atestată documentar din 1592.

## Demografie
| An:                | 1994 | 2004   | 2014   | 2024   |
| ------------------ | ---- | ------ | ------ | ------ |
| Număr de persoane: | 455  | 415    | 421    | 424    |
| Diferență:         |      | −8,79% | +1,44% | +0,71% |

| An:                | 2023 | 2024   |
| ------------------ | ---- | ------ |
| Număr de persoane: | 425  | 424    |
| Diferență:         |      | −0,23% |